# Kosiły
Kosiły – wieś w Polsce położona w województwie podlaskim, w powiecie grajewskim, w gminie Rajgród.
Wieś królewska starostwa rajgrodzkiego w ziemi bielskiej województwa podlaskiego w 1795 roku. W latach 1975–1998 miejscowość administracyjnie należała do województwa łomżyńskiego.
W miejscowości znajduje się zabytkowy cmentarz wojenny. 